# Michel Champleboux
Michel Champleboux, né le 27 mars 1901 à Volvic (Puy-de-Dôme) et mort le 8 mars 1967 à Clermont-Ferrand (Puy-de-Dôme), est un homme politique français, membre de la SFIO.

## Biographie
Michel Champleboux repose au cimetière de Volvic.

## Détail des fonctions et des mandats
Mandats locaux
- 1945 - 1947 : Maire de Volvic
- 1945 - 1967 : Conseiller général du canton de Riom-Ouest
- 1947 - 1953 : Maire de Volvic
- 1953 - 1956 : Maire de Volvic

Mandats parlementaires
- 8 juin 1958 - 26 avril 1959 : Sénateur du Puy-de-Dôme
- 26 avril 1959 - 26 septembre 1965 : Sénateur du Puy-de-Dôme
- 26 septembre 1965 - 8 mars 1967 : Sénateur du Puy-de-Dôme